# Педлоски, Джозеф
Джозеф Педлоски (англ. Joseph "Joe" Pedlosky; род. 7 апреля 1938, Патерсон, Нью-Джерси) — американский физический океанограф, специалист в области гидродинамики океана.
Член НАН США (1985), доктор философии (1963), сотрудник Woods Hole Oceanographic Institution (с 1979), ныне эмерит, прежде профессор Чикагского университета и преподаватель Массачусетского технологического института, выпускником которого является. Отмечен Sverdrup Gold Medal Award Американского метеорологического общества (2005) и Maurice Ewing Medal Американского геофизического союза (2011).

## Биография
Ученик Дж. Чарни, Melvin Stern, Harvey P. Greenspan.
В Массачусетском технологическом институте получил степени бакалавра (1960), магистра (1960) и доктора философии по метеорологии (1963).
С того же 1963 года ассистент-профессор, в 1967—1968 годах ассоциированный профессор на кафедре математики альма-матер.
С 1968 года ассоциированный профессор, в 1972-1979 годах полный профессор кафедры геофизических наук Чикагского университета.
С 1979 года старший научный сотрудник и профессор океанографии Woods Hole Oceanographic Institution, где впервые оказался двумя годами ранее, в 1977 году, как приглашённый исследователь — Гуггенхаймский стипендиат.
Подписант Открытого письма об изменении климата от обеспокоенных членов НАН США (2016).
Член Американской академии искусств и наук (1996), иностранный член Academia Europaea (2000).
Фелло Американского метеорологического общества (1981), Американского геофизического союза (1986), Американской ассоциации содействия развитию науки (1997).
Лауреат программы Фулбрайта (1994-1995).
Отмечен Meisinger Award Американского метеорологического общества (1970), Sverdrup Gold Medal Award Американского метеорологического общества (2005), Maurice Ewing Medal Американского геофизического союза (2011).
Автор более ста рецензированных публикаций.
Женат.